# Relations entre la république du Congo et la France
Les relations entre la république du Congo (de manière informelle, le Congo-Brazzaville) et la France désignent les relations diplomatiques bilatérales s'exerçant entre, d'une part, la république du Congo, État d'Afrique centrale, et de l'autre, la République française, État principalement européen.

## Histoire
Lors des grandes colonisations Européennes en Afrique au XIXe siècle la France colonisa de nombreux pays notamment en Afrique de l'Ouest et Afrique Centrale incluant la république du Congo en 1875.
Elle eut son indépendance en 1960 comme de nombreuses autres colonies françaises.

## Période contemporaine

### Sur le plan économique
La France est le deuxième fournisseur de la république du Congo et le premier investisseur étranger.
La France a annulé de nombreuses dettes congolaises dans le cadre du Club de Paris.
La France est le premier fournisseur d'aide publique au développement au Congo et l'AFD intervient dans les domaines des infrastructures, du monde rural, de l’État social. 
La république du Congo fait partie de la zone franc CFA, zone monétaire bénéficiant d'une garantie du Trésor français.

### Sur le plan culturel
La république du Congo et la France sont membres de plein droit de l'OIF.